# Stary dwór Shoscombe
Stary dwór Shoscombe (ang. The Adventure of Shoscombe Old Place) – opowiadanie o Sherlocku Holmesie autorstwa sir Arthura Conana Doyle’a. Pierwsza publikacja w czasopiśmie „Liberty” (marzec 1927, rysunki Frederic Dorr Steele), druga w „The Strand Magazine” (kwiecień 1927, rysunki Frank Wiles), trzecia w tomie Księga przypadków Sherlocka Holmesa (czerwiec 1927 roku).
Inny tytuł Psy się nie mylą. Druga obok Srebrnej Gwiazdy przygoda Holmesa, której tematyką jest jeździectwo, równocześnie ostatnia z publikowanych przygód.
Lady Beatrycze Falder jest wdową po właścicielu majątku Shoscombe, ma prawo do jego dożywotniego użytkowania, po jej śmierci przejmie go brat jej zmarłego męża. Faktycznie majątkiem zarządza brat lady, Robert Norberton, znany z porywczości i rozrzutności. Zbliżają się wyścigi, w których startuje źrebak zwany Księciem. Sir Robert zamierza dzięki wygranej spłacić wszystkie długi.
Do Holmesa przybywa trener tamtejszej stadniny z wiadomością, że ostatnio sir Robert zwariował. Zdziwiony detektyw zauważa żartobliwie jesteśmy na Baker Street, a nie na Harley Street. Trener opowiada, że Norberton ostatnio pokłócił się z siostrą i oddał jej ulubionego spaniela karczmarzowi. Nocami spotyka się z nieznajomym osobnikiem w starej krypcie w parku, kazał też mimo letniej pory napalić w piecu, w którym skremowano jakieś ludzkie szczątki. Na dowód trener pokazuje odnaleziony w piecu zwęglony kawałek kości, w którym doktor Watson rozpoznaje fragment kości udowej.
Przyjaciele postanawiają odwiedzić posiadłość pod pozorem wędkowania w tamtejszym jeziorze.
Zatrzymują się w zajeździe Pod Zielonym Smokiem i pożyczywszy od oberżysty owego spaniela, oczekują przy bramie na przyjazd lady Beatrycze, która, jak słyszeli, ma zwyczaj codziennie objeżdżać posiadłość powozem. Watson zatrzymuje powóz zapytując, czy sir Robert przebywa w rezydencji, Holmes spuszcza psa ze smyczy. Spaniel z radosnym szczekaniem podbiega do powozu, lecz jego powitalny nastrój zmienia się w złość. Powóz pośpiesznie odjeżdża. Tak przypuszczałem – mówi Holmes zakładając smycz z powrotem – pies myślał, że to jego pani, ale znalazł w powozie obcą osobę. Psy się nie mylą.
Z nastaniem mroku prowadzeni przez trenera udają się do krypty, by rozwikłać tajemnicę Norbertona.
Ekranizacje
- 1968: 13 odcinek serialu produkcji BBC (Holmes – Peter Cushing)[2]
- 1991: 29 odcinek serialu produkcji Granada TV (Holmes – Jeremy Brett)[3]